# ۴۶۷ (پیش از میلاد)
۴۶۷ (پیش از میلاد) ۴۶۷مین سال قبل از تقویم میلادی است.